# Битка код Идомена
Битка код Идомена вођена је 426. године п. н. е. између Атине и Амбракије. Део је Архидамовог тј. Пелопонеског рата, а завршена је победом Атињана.

## Увод
Битка код Идомена вођена је током Демостеновог Етолског похода. Амбракија је била спартански савезник у рату. Амбрачани су 426. године п. н. е. сишли са севера у агривску област и заузели утврђење Олпу које се налазило мало северније од Арга и некада је служило као судница Акарнанском савезу. Акарнанци су затражили помоћ од атинске ескадре под Демостеном (20 бродова) која је крстарила обалама Пелопонеза. Еурилохови војници придружили су се савезницима у Олпи. Демостен је поразио бројнијег непријатеља вешто смишљеном замком. У бици је Еурилох убијен, а остали Пелопонежани са Демостеном склапају тајни договор о повлачењу. Према споразуму, Пелопонежани се имају повући не обавештавајући о томе Амбрачане.

## Положај
Споразум са Пелопонежанима био је добар Демостенов политички потез јер је њиме укаљао углед Спартанаца у овом делу Хеладе. Пелопонежани су се из Олпеје ишуњали један по један претварајући се да сакупљају траву и пруће. Када су убрзали корак, Амбрачани су схватили шта се догађа и појурили су да их сустигну. Акарнанци су побили око 200 Амбрачана, а Пелопонежани су побегли у Аграиду. Појачања из Амбракије, необавештена о спартанском поразу, приближавала су се Олпи. Демостен им је поставио заседу. У Идомени, неколико километара удаљеној од Олпеје, постоје два планинска врха неједнаке висине. Виши су унапред запосели атински војници, а нижи пристигли Амбрачани.

## Битка
Демостен је искористио зору и напао Амбрачане који су још увек били буновни. У бици је страдала већина амбракијских војника. Остаци су успели да се домогну планина. Тукидид наводи да у првих десет година Пелопонеског рата "тако велика несрећа није задесила ниједну грчку државу за тако мало дана". Тукидид не наводи број погинулих у бици јер би се учинио невероватним у поређењу са величином државе.
Након победе у бици код Идомена, Демостен је лако могао овладати престоницом Амбракије. Међутим, он то није учинио задовољивши се тиме да је непријатељ постао безопасан. Са Амбракијом је склопљен мир и савез на 100 година.